# Гейлорд (Канзас)
Гейлорд (англ. Gaylord) — місто (англ. city) в США, в окрузі Сміт штату Канзас. Населення — 87 осіб (2020).

## Географія
Гейлорд розташований за координатами 39°38′47″ пн. ш. 98°50′50″ зх. д. / 39.64639° пн. ш. 98.84722° зх. д. (39.646284, -98.847311).  За даними Бюро перепису населення США в 2010 році місто мало площу 0,65 км², уся площа — суходіл.

## Керівний орган
Мер: Барбара Леман (Barbara Lehmann)

##### Члени Ради
Едді Адамс (Eddie Adams) - Пожежна безпека
Денніс Леманн (Dennis Lehmann) - Каналізація / Сміття
Дена Данненберг (Dena Dannenberg) - Парки
Адам Іфланд (Adam Ifland) - Вода
Рон Петерсон (Ron Peterson) - Вулиці
Барб Леманн (Barb Lehmann) - Громадський центр / Житло

##### Призначення мера
Державний службовець - Рон Петерсон (Ron Peterson)
Міський прокурор - Кайл Аллен (Kyle Allen)
Міський клерк - Обрі Нойсендорфер (Aubrey Neussendorfer)
Міський скарбник - Кристал Іфланд (Crystal Ifland)
Головний пожежник - Адам Іфланд (Adam Ifland)

## Демографія
Згідно з переписом 2010 року, у місті мешкало 114 осіб у 59 домогосподарствах у складі 32 родин. Густота населення становила 175 осіб/км².  Було 91 помешкання (140/км²).
Расовий склад населення:
| - 95,6 % — білих - 0,9 % — корінних американців - 0,9 % — чорних або афроамериканців |

До двох чи більше рас належало 2,6 %. Частка іспаномовних становила 0,0 % від усіх жителів.
За віковим діапазоном населення розподілялося таким чином: 19,3 % — особи молодші 18 років, 51,8 % — особи у віці 18—64 років, 28,9 % — особи у віці 65 років та старші. Медіана віку мешканця становила 52,3 року. На 100 осіб жіночої статі у місті припадало 100,0 чоловіків;  на 100 жінок у віці від 18 років та старших — 100,0 чоловіків також старших 18 років.
За межею бідності перебувало 51,5 % осіб, у тому числі 86,0 % дітей у віці до 18 років та 29,4 % осіб у віці 65 років та старших.
Цивільне працевлаштоване населення становило 64 особи. Основні галузі зайнятості: мистецтво, розваги та відпочинок — 29,7 %, освіта, охорона здоров'я та соціальна допомога — 14,1 %, публічна адміністрація — 9,4 %, сільське господарство, лісництво, риболовля — 9,4 %.